# Szabolcs Baranyi
Szabolcs Baranyi (Oradea, 31 gennaio 1944 – 3 giugno 2016) è stato un tennista ungherese.

## Carriera
Gran parte dei suoi successi li ottenne in doppio, raggiungendo la finale in due tornei, sempre in coppia con il connazionale Péter Szőke.
Tra il 1970 e il 1975 partecipò a cinque edizioni del Roland Garros e di Wimbledon, mentre al 1973 risale la sua unica partecipazione agli Australian Open. I suoi due migliori risultati nelle prove del Grande Slam furono due ottavi di finale raggiunti entrambi nel 1973 a Wimbledon e agli Australian Open, dove fu sconfitto rispettivamente, dallo svedese Björn Borg, alla sua prima esperienza nello slam londinese, e dall'australiano Bob Carmichael, sempre in 5 set.
Dal 1969 al 1975, partecipò a 11 sfide di Coppa Davis in rappresentanza del proprio paese, con un record di 12 vittorie e 8 sconfitte in singolare e 3 vittorie e 3 sconfitte in doppio. Fu componente della squadra che nel 1976 si aggiudicò la King's Cup.
La sua migliore posizione nella classifica mondiale fu la 94ª registrata il 26 settembre 1973.
Fu due volte campione in singolare ai campionati assoluti ungheresi.
Al termine della carriera, diventò capitano non giocatore della nazionale ungherese di Coppa Davis.

## Finali in doppio (2)
| Risultato | No. | Data | Torneo          | Superficie | Compagno    | Avversari in finale               | Punteggio in finale |
| --------- | --- | ---- | --------------- | ---------- | ----------- | --------------------------------- | ------------------- |
| Finalista | 1.  | 1973 | Calgary, Canada | Indoor     | Péter Szőke | Mike Estep Ilie Năstase           | 7–6, 5–7, 3–6       |
| Finalista | 2.  | 1979 | Linz, Austria   | Hard (i)   | Péter Szőke | Patrice Dominguez Gilles Moretton | 1–6, 4–6            |